# Lyssacinosida
Lyssacinosida es un  orden de esponjas de mar de la clase Hexactinellida.

## Taxonomía
Se reconocen las siguientes familias:
- Euplectellidae Gray, 1867
- Leucopsacidae Ijima, 1903
- Rossellidae Schulze, 1885
- Incertae sedis:
  - Clathrochone Tabachnick, 2002
  - Hyaloplacoida Tabachnick, 1989